# Перлин, Вениамин Моисеевич
Вениамин Моисеевич Перлин (17 января 1906, Починок, Смоленская губерния — 1998) — советский архитектор и педагог. Кандидат архитектуры, доцент. Специалист по архитектурному проектированию гидротехнических сооружений.

## Биография
Вениамин Перлин родился 17 января 1906 года в городе Починок Смоленской области. В 1922—1927 годах работал типографом, затем секретарём сельского райкома КПСС, инструктором Горкома КПСС. Член КПСС с 1927 года. В 1935 году окончил Московский архитектурный институт со званием архитектора, в 1937 году — университет марксизма-ленинизма.
С 1935 по 1941 год в должности заместителя начальника архитектурно-строительного отдела занимался проектированием и строительством гидротехнических сооружений канала имени Москвы, а также Верхне-волжских гидроузлов как руководитель архитектурной мастерской и главный архитектор строительства.
В 1941—1943 годах принимал участие в Великой Отечественной войне. Занимался строительством оборонительных сооружений. Принимал участие в Сталинградской битве.
После демобилизации работал в Московском архитектурном институте. Руководил проектной мастерской института. Принимал участие в проектировании и строительстве жилых и общественных зданий Москвы. Был одним из соавторов проекта Мингечевирской ГЭС. В Московском архитектурном институте занимался научной, педагогической и общественной работой. Кандидат архитектуры и доцент с 1950 года. Автор более 20 научных трудов и учебных пособий, в том числе учебника по архитектурному проектированию промышленных сооружений (в соавторстве). В 1948—1951 годах — секретарь партбюро профессорско-преподавательского состава. С 1951 года — член партбюро института и факультета промышленного строительства, секретарь парторганизации факультета, парторг кафедры.
Член Союза архитекторов СССР с 1935 года. Был членом Всесоюзных комиссий по архитектурному образованию и промышленному строительству.
Жил в Москве по адресу: Трифоновская улица, 57.

## Награды
- Орден Трудового Красного Знамени (1937) — за участие в строительстве канала имени Москвы[3]
- Орден «Знак Почёта» (1942) — «за образцовое выполнение заданий Правительства по строительству укреплённых рубежей против немецких захватчиков»[4]
- Орден Отечественной войны II степени (1947) — «за успешное выполнение задания правительства по строительству газопровода Саратов-Москва и организацию снабжения газом городов Москвы и Саратова»[5]
- Орден Отечественной войны II степени (1985)[6]
- Орден Красной Звезды[7]
- Медаль «За оборону Сталинграда»[8]
- Медаль «За победу над Германией в Великой Отечественной войне 1941—1945 гг.»[8]
- Медаль «За трудовую доблесть» (21.09.1966)[9]

## Сочинения
- Перлин В. М., Копычина С. М. Архитектурное проектирование предприятий химической промышленности: Учеб. пособие. — Москва : МАРХИ, 1987.